# Férfi 50 km-es sífutás az 1948. évi téli olimpiai játékokon
Az 1948. évi téli olimpiai játékokon a sífutás férfi 50 km-es versenyszámát február 6-án rendezték a Sí stadionban. A versenyt a svéd Nils Karlsson nyerte. Magyar sportoló nem vett részt a versenyszámban.

## Végeredmény
Az időeredmények másodpercben értendők.
| Helyezés | Versenyző             | Nemzet              | Időeredmény   |
| -------- | --------------------- | ------------------- | ------------- |
| Arany    | Nils Karlsson         | Svédország (SWE)    | 3:47:48       |
| Ezüst    | Harald Ericson        | Svédország (SWE)    | 3:52:20       |
| Bronz    | Benjam Vanninen       | Finnország (FIN)    | 3:57:28       |
| 4.       | Pekka Vanninen        | Finnország (FIN)    | 3:57:58       |
| 5.       | Anders Törnqvist      | Svédország (SWE)    | 3:58:20       |
| 6.       | Edy Schild            | Svájc (SUI)         | 4:05:37       |
| 7.       | Pekka Kuvaja          | Finnország (FIN)    | 4:10:02       |
| 8.       | Jaroslav Cardal       | Csehszlovákia (TCH) | 4:14:34       |
| 9.       | Kristian Bjørn        | Norvégia (NOR)      | 4:15:21       |
| 10.      | Martin Jære           | Norvégia (NOR)      | 4:17:11       |
| 11.      | František Balvín      | Csehszlovákia (TCH) | 4:17:51       |
| 12.      | Josl Gstrein          | Ausztria (AUT)      | 4:21:13       |
| 13.      | Christiano Rodeghiero | Olaszország (ITA)   | 4:24:12       |
| 14.      | Jože Knific           | Jugoszlávia (YUG)   | 4:26:00       |
| 15.      | Franc Smolej          | Jugoszlávia (YUG)   | 4:26:12       |
| 16.      | Matevž Kordež         | Jugoszlávia (YUG)   | 4:27:25       |
| 17.      | Max Müller            | Svájc (SUI)         | 4:30:51       |
| 18.      | Silvio Confortola     | Olaszország (ITA)   | 4:31:36       |
| 19.      | Louis Bourban         | Svájc (SUI)         | 4:33:50       |
| 20.      | Jaroslav Zajíček      | Csehszlovákia (TCH) | 4:44:35       |
| –        | Vít Fousek, Sr.       | Csehszlovákia (TCH) | nem ért célba |
| –        | Victor Borghi         | Olaszország (ITA)   | nem ért célba |
| –        | Thorleif Vangen       | Norvégia (NOR)      | nem ért célba |
| –        | Stefano Sommariva     | Olaszország (ITA)   | nem ért célba |
| –        | Arthur Herrdin        | Svédország (SWE)    | nem ért célba |
| –        | Leif Haugen           | Norvégia (NOR)      | nem ért célba |
| –        | Tom Dennie            | Kanada (CAN)        | nem ért célba |
| –        | Martti Sipilä         | Finnország (FIN)    | nem ért célba |